# Max Matzker
Max Matzker (Australia, 8 de marzo de 1960) es un nadador australiano retirado especializado en pruebas de estilo libre larga distancia, donde consiguió ser medallista de bronce olímpico en 1980 en los 1500 metros.

## Carrera deportiva
En los Juegos Olímpicos de Moscú 1980 ganó la medalla de bronce en los 1500 metros libre, con un tiempo de 15:14.49 segundos, tras los soviéticos Vladimir Salnikov que batió el récord del mundo con 14:58.27 segundos y Aleksandr Chayev.